# 논플레이어 캐릭터

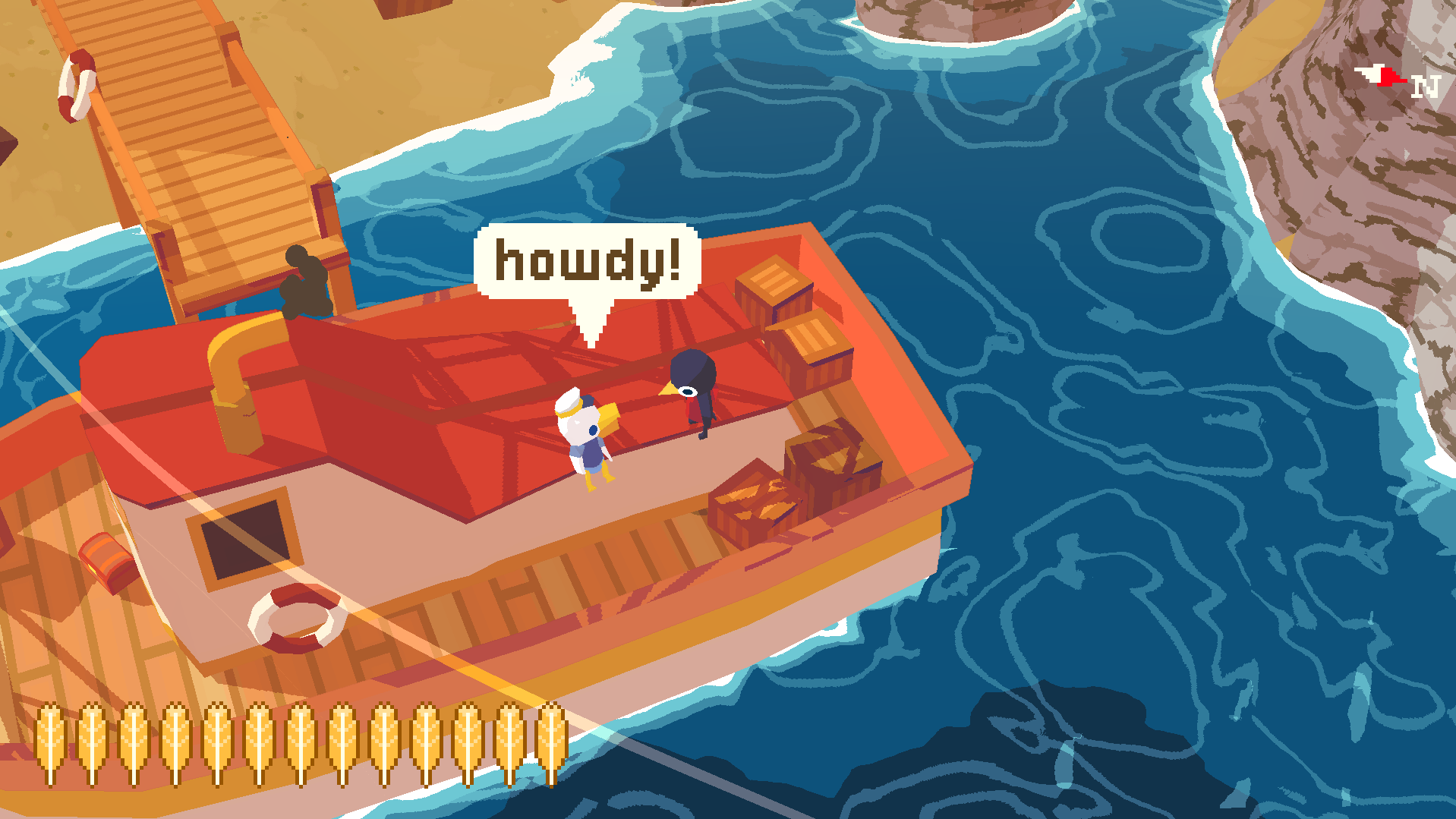
2019년 비디오 게임 쇼트 하이크에서 플레이어에게 인사하는 논플레이어 캐릭터.

논플레이어 캐릭터(non-player character, NPC)는 게임에서 플레이어가 조종하지 않는 등장인물이다. 이 용어는 전통적인 테이블톱 롤플레잉 게임에서 다른 플레이어가 아닌 게임마스터 (또는 심판)가 조종하는 캐릭터에 적용되면서 시작되었다. 비디오 게임에서는 일반적으로 (플레이어가 아닌) 컴퓨터가 조종하는 캐릭터를 의미하며, 이는 미리 정해진 행동 방식을 가지고 있어 게임 플레이에 영향을 미칠 수 있지만, 반드시 진정한 인공지능의 산물은 아니다.

## 롤플레잉 게임
던전 & 드래곤과 같은 전통적인 테이블톱 롤플레잉 게임에서 NPC는 게임마스터(GM)가 연기하는 캐릭터이다. 플레이어 캐릭터(PC)가 내러티브의 주인공을 형성하는 반면, 논플레이어 캐릭터는 롤플레잉 내러티브의 "조연" 또는 "엑스트라"로 생각할 수 있다. 논플레이어 캐릭터는 게임의 가상 세계를 채우고, 플레이어 캐릭터가 차지하지 않는 모든 역할을 수행할 수 있다. 논플레이어 캐릭터는 PC의 아군, 방관자 또는 경쟁자가 될 수 있다. NPC는 또한 장비나 도구와 같은 물건을 화폐로 거래하는 상인이 될 수도 있다. 따라서 NPC는 상세 수준이 다양하다. 일부는 간단한 설명("여관 한구석에 있는 남자가 보인다")에 불과할 수 있지만, 다른 일부는 완전한 게임 통계와 배경 이야기를 가질 수 있다.
게임마스터가 중요한 NPC의 통계에 얼마나 많은 노력을 기울여야 하는지에 대한 논쟁이 있다. 일부 플레이어는 모든 NPC가 통계, 기술, 장비를 완벽하게 정의되기를 선호하는 반면, 다른 플레이어는 즉시 필요한 것만 정의하고 나머지는 게임이 진행됨에 따라 채워 넣는다. 주어진 롤플레잉 게임(RPG)에서 완전히 정의된 NPC의 중요성에 대한 논쟁도 있지만, NPC가 더 "진짜"처럼 느껴질수록 플레이어가 캐릭터와 상호작용하는 것이 더 재미있을 것이라는 것이 일반적인 합의이다.

### 플레이 가능성
일부 게임과 특정 상황에서는 플레이어 캐릭터가 없는 플레이어가 일시적으로 NPC를 조종할 수 있다. 그 이유는 다양하지만, 종종 플레이어가 그룹 내에 PC를 유지하지 않고 한 세션 동안 NPC를 플레이하거나, 플레이어의 PC가 한동안 행동할 수 없을 때 (예를 들어, PC가 부상당했거나 다른 위치에 있을 때) 발생한다. 비록 이 캐릭터들은 여전히 게임마스터에 의해 설계되고 일반적으로 조종되지만, 플레이어에게 이 논플레이어 캐릭터를 일시적으로 조종할 기회가 주어지면 게임 줄거리에 대한 또 다른 관점을 제공한다. 노빌리스와 같은 일부 시스템은 규칙에서 이를 권장한다.

### 부양자
많은 게임 시스템에는 NPC 추종자; 고용된 직원 또는 PC에 대한 다른 의존적 지위의 형태로 긍정적인 아군을 유지하는 캐릭터에 대한 규칙이 있다. 캐릭터는 때때로 NPC의 설계, 모집 또는 개발에 도움을 줄 수 있다.
챔피언스 게임 (및 히어로 시스템을 사용하는 관련 게임)에서 캐릭터는 DNPC, 즉 "의존적 논플레이어 캐릭터"를 가질 수 있다. 이것은 GM이 조종하는 캐릭터이지만, 플레이어 캐릭터가 어떤 식으로든 책임이 있으며, PC의 선택에 따라 위험에 처할 수 있다.

## 비디오 게임
"논플레이어 캐릭터"라는 용어는 비디오 게임에서도 플레이어의 직접적인 통제를 받지 않는 엔티티를 설명하는 데 사용된다. 이 용어는 캐릭터가 플레이어에게 적대적이지 않다는 함의를 가지고 있다; 적대적인 캐릭터는 적, 몹 또는 크립이라고 불린다.
컴퓨터 게임에서 NPC의 행동은 일반적으로 스크립트화되어 자동으로 작동하며, 특정 행동이나 플레이어 캐릭터와의 대화에 의해 트리거된다. 특정 멀티플레이어 게임 (네버윈터 나이츠 및 뱀파이어: 더 마스커레이드 시리즈와 같은)에서는 GM 역할을 하는 플레이어가 플레이어 및 논플레이어 캐릭터를 모두 "소유"하여 스토리라인을 진행시키기 위해 그들의 행동을 제어할 수 있다. 앞에서 언급된 네버윈터 나이츠와 같은 더 복잡한 게임은 플레이어가 NPC의 기본 스크립트를 수정하거나 완전히 새로운 스크립트를 생성하여 NPC의 행동을 사용자 정의할 수 있도록 한다.
대규모 다중 접속 온라인 롤플레잉 게임과 같은 일부 온라인 게임에서 NPC는 완전히 스크립트화되지 않을 수 있으며, 본질적으로 게임 회사 직원이 조종하는 일반 캐릭터 아바타이다. 이러한 "논플레이어"는 종종 아바타 외모나 기타 시각적 표시로 플레이어 캐릭터와 구별되며, 종종 새로운 플레이어를 위한 게임 내 지원 역할을 한다. 다른 경우에는 이러한 "라이브" NPC는 지속적인 스토리라인을 이끌어가는 가상 배우, 즉 일반 캐릭터를 연기하는 역할을 한다 (예: Myst Online: Uru Live).

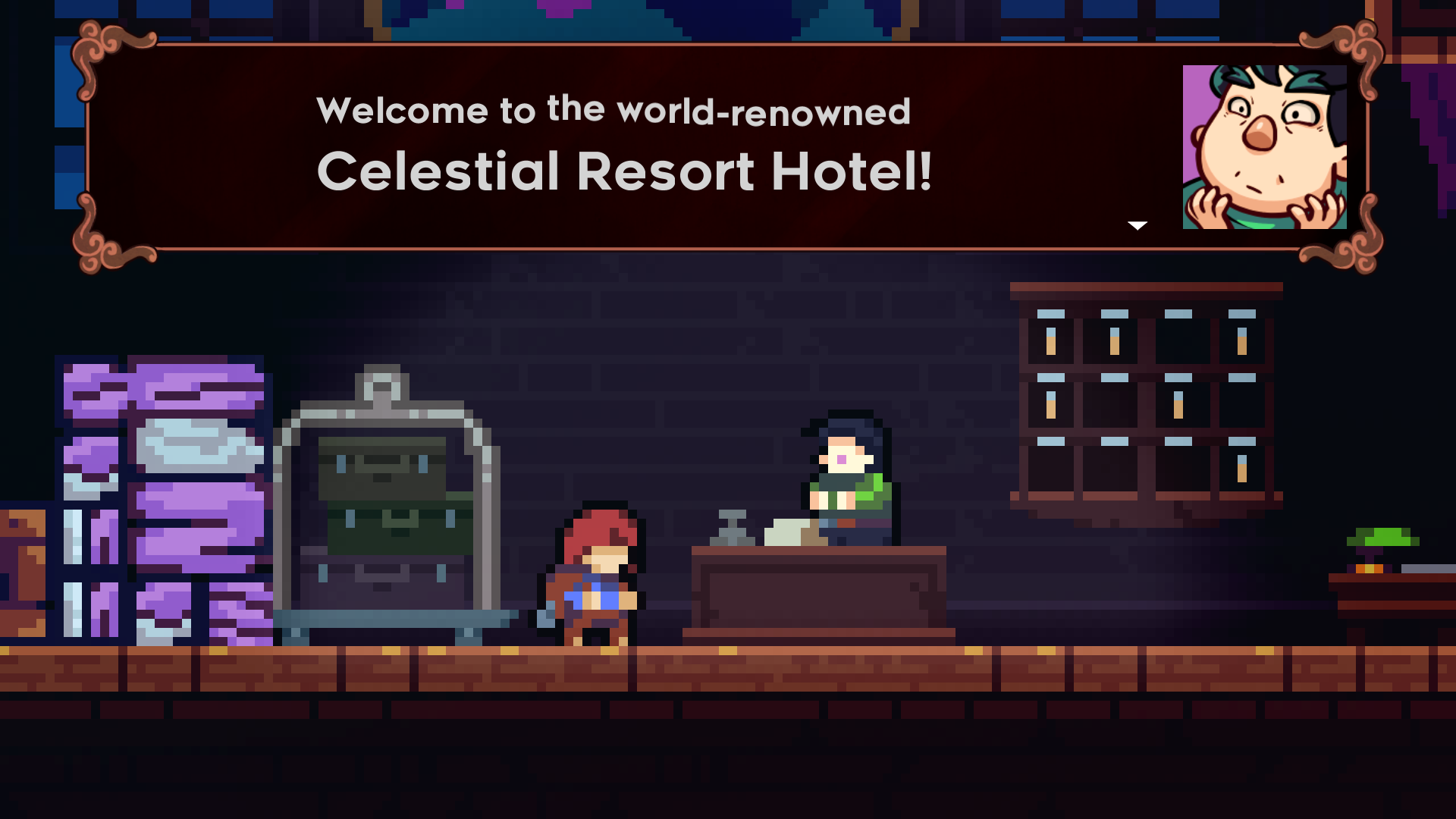
설레스트 게임에서 대화를 하는 NPC

초기 RPG에서 NPC는 독백만 했다. 이는 일반적으로 대화 상자, 떠다니는 텍스트, 컷신, 또는 NPC의 대화나 플레이어에 대한 반응을 표시하는 다른 수단으로 표현된다. 이러한 종류의 NPC 대화는 종종 화자의 캐릭터에 대한 즉각적인 인상을 주기 위해 설계되어 캐릭터 삽화를 제공하지만, 스토리를 진행하거나 PC 주변 세계를 설명할 수도 있다. 이와 유사한 것은 가장 일반적인 스토리텔링 형태인 비분기 대화로, NPC 대화 표시 수단은 위와 동일하지만 플레이어 캐릭터 또는 아바타가 NPC와 대화에 응답하거나 시작한다. 위에 나열된 목적 외에도 이는 플레이어 캐릭터의 발전을 가능하게 한다.
더 발전된 RPG는 대화형 대화 또는 분기형 대화(대화 트리)를 특징으로 한다. 예를 들어 블랙 아일 스튜디오와 화이트 울프가 제작한 게임들이다. 그들의 모든 게임은 객관식 롤플레잉이다. NPC와 대화할 때 플레이어에게 대화 옵션 목록이 제시되며, 그 중에서 선택할 수 있다. 각 선택은 NPC로부터 다른 반응을 이끌어낼 수 있다. 이러한 선택은 게임의 진행뿐만 아니라 대화에도 영향을 미칠 수 있다. 최소한 플레이어에게 게임 세계와의 캐릭터 관계에 대한 참조 지점을 제공한다.
울티마는 비분기 (울티마 III: 엑소더스 및 그 이전)에서 분기 대화 (울티마 IV: 아바타의 퀘스트 이후)로 발전한 게임 시리즈의 예이다. 분기 대화를 특징으로 하는 다른 롤플레잉 게임에는 코스믹 솔져, 여신전생, 파이어 엠블렘, 메탈 맥, 랑그릿사, 사가, 오거 배틀 사가, 크로노, 스타 오션, 사쿠라 대전, 매스 이펙트, 드래곤 에이지, 래디언트 히스토리아, 그리고 여러 드래곤 퀘스트 및 파이널 판타지 게임이 포함된다.
특정 비디오 게임 장르는 역전재판과 같은 비주얼 노벨이나 두근두근 메모리얼과 같은 연애 시뮬레이션 게임을 포함하여 거의 전적으로 논플레이어 캐릭터와의 상호작용을 중심으로 전개되며, 보통 복잡한 분기 대화를 특징으로 하고 플레이어 캐릭터가 말할 내용과 똑같은 형태로 플레이어의 가능한 응답을 제시하는 경우가 많다. 비주얼 노벨, 두근두근 메모리얼과 같은 연애 시뮬레이션 게임, 페르소나와 같은 일부 롤플레잉 게임을 포함하여 관계 구축을 중심으로 하는 게임은 종종 플레이어 캐릭터와 논플레이어 캐릭터 간의 관계 및 향후 대화에 영향을 미치는 다른 수의 "기분 점수"와 관련된 선택지를 제공한다. 이러한 게임은 종종 시간 스케줄링 시스템을 갖춘 낮-밤 주기를 특징으로 하여 캐릭터 상호작용에 맥락과 관련성을 제공하며, 플레이어가 특정 캐릭터와 상호작용할 시기와 여부를 선택할 수 있도록 하여 나중 대화에서 그들의 반응에 영향을 미친다.
2023년, 리플리카 스튜디오는 오픈AI와 협력하여 언리얼 엔진 5용 인공지능 개발 NPC를 공개했으며, 이를 통해 플레이어는 플레이할 수 없는 캐릭터와 대화형으로 소통할 수 있게 되었다. NPC의 행동을 모방하면서 라이브스트리밍을 하는 "NPC 스트리밍"은 2023년 틱톡에서 인기를 얻었으며, 스트리머 핑크돌에 의해 크게 대중화되었다.

## 다른 용법
인터넷에서 NPC라는 용어는 사람들이 스스로 생각이나 의견을 형성할 수 없다는 것을 암시하는 모욕으로 자주 사용된다. 이러한 사람들은 종종 회색 얼굴에 표정 없는 인터넷 밈인 NPC 보이잭과 비슷하게 묘사된다.

## 수익 창출
NPC 스트리밍은 사용자가 실시간으로 시청하는 콘텐츠에 참여하고 형태를 만들 수 있는 라이브스트림 유형이다. 틱톡과 같은 소셜 미디어 플랫폼의 인플루언서와 사용자들이 라이브스트림을 활용하여 논플레이어 캐릭터처럼 행동하면서 널리 인기를 얻고 있다.
"NPC 라이브 스트림의 시청자들은 인형극의 역할을 맡아 크리에이터의 다음 행동에 영향을 미친다." 이 현상은 시청자들이 디지털 "선물"을 구매하여 스트리머에게 직접 보내는 방식으로 시청하는 내용에 적극적으로 참여하면서 증가하고 있다. 그 대가로 스트리머는 잠시 캐릭터를 흉내 내거나 행동을 취한다.
이 현상은 2023년 7월부터 인플루언서들이 이 새로운 인터넷 캐릭터로 수익을 얻기 시작하면서 트렌드가 되었다. 틱톡 인플루언서 핑크돌은 NPC 스트리밍을 시작한 같은 달에 400,000명의 팔로워를 얻었으며, 그녀의 라이브 스트림은 하루에 최대 7,000달러를 벌어들이기 시작했다. NPC 스트리밍은 크리에이터에게 온라인으로 돈을 벌 수 있는 새로운 길을 제공한다.

## 같이 보기
- AI 플레이어
- 철학적 좀비
- 비디오 게임 봇
- 플레이어 캐릭터